# Richard Grasl

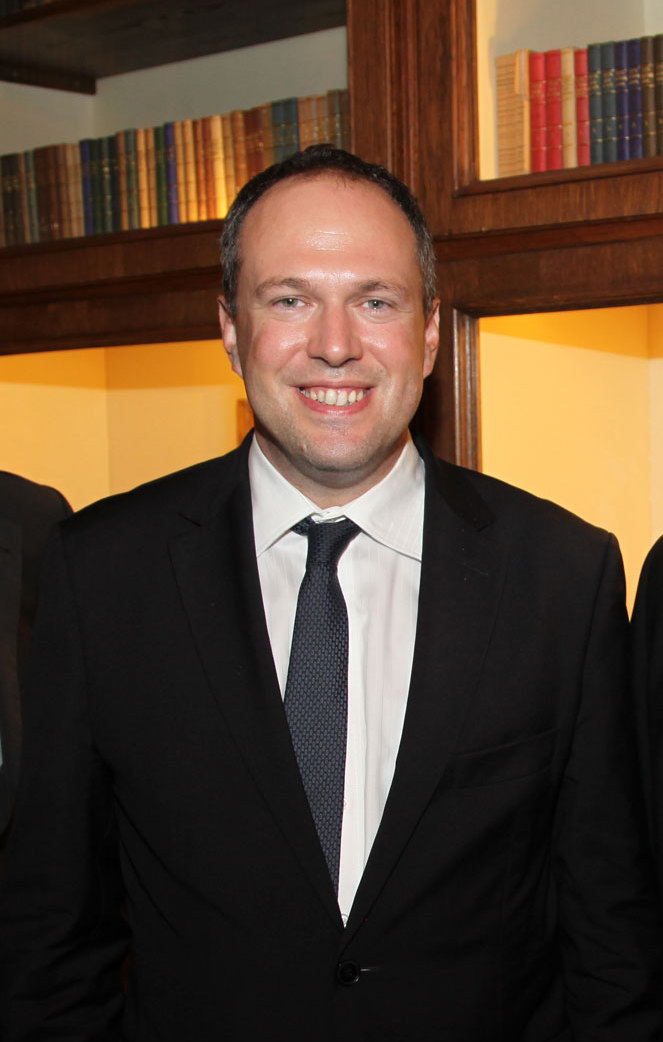
Richard Grasl (2010)

Richard Grasl (* 21. Jänner 1973 in St. Pölten) ist ein österreichischer Journalist und Medienmanager. Er war unter anderem Chefredakteur des ORF Landesstudios Niederösterreich (2002–2009) und kaufmännischer Direktor des Österreichischen Rundfunks (2009–2016). Seit November 2018 ist er Mitglied der Chefredaktion des Kurier, seit Jänner 2021 stellvertretender Chefredakteur und seit 2024 dessen Geschäftsführer.

## Leben und Karriere
Grasl wuchs in Krems an der Donau auf, wo seine Eltern ein Wirtshaus führten, und studierte Ökonomie in Wien. Gleichzeitig war er als Redakteur und später auch als Fernsehmoderator beim ORF Niederösterreich tätig. 2001 wechselte er zur Redaktion der Zeit im Bild 3, später auch in der Zeit im Bild 2.
Ab 2002 war er Chefredakteur des ORF NÖ und für alle Nachrichtensendungen des Landesstudios zuständig.
Richard Grasl, der als ÖVP-nahe gilt, wurde ab Mitte Dezember 2009 kaufmännischer Direktor des ORF. Bei seiner Wahl erhielt er 33 von 35 Stimmen bei 2 Enthaltungen, wobei Vertreter aller Parteien für Grasl gestimmt haben. Als Chefredakteur des ORF NÖ folgte ihm Christiane Teschl.
Am 23. Juni 2016 gab Grasl bekannt, bei der für den 9. August 2016 vorgesehenen Wahl des ORF-Generaldirektors durch den ORF-Stiftungsrat gegen den Amtsinhaber Alexander Wrabetz antreten zu wollen. Er erhielt 15 von 35 Stimmen der Mitglieder des Stiftungsrates.
Mit Ende Oktober 2016 schied er aus dem ORF aus. Als kaufmännischer Direktor folgte ihm mit 1. Jänner 2017 Andreas Nadler nach. Grasl war danach als Selbständiger tätig und übernahm dabei unter anderem die strategische Beratung der Mediaprint im Bereich TV und Bewegtbild.
Am 31. Mai 2017 wurde er als Vertreter des Landes Niederösterreich in den Aufsichtsrat der Flughafen Wien AG gewählt, im November 2018 legte er das Mandat wegen seiner Bestellung in die KURIER-Chefredaktion zurück.
Seit November 2018 ist Richard Grasl Mitglied der Chefredaktion des Kurier und dabei für die Leitung der Digitalredaktion verantwortlich. Am 1. Jänner 2021 wurde er zum stellvertretenden Chefredakteur des Kurier ernannt. Mit 1. Jänner 2023 löste er Thomas Kralinger als Geschäftsführer des Nachrichtenmagazins profil, mit 1. Jänner 2024 als Geschäftsführer des Kurier und mit 1. Juli 2024 als Geschäftsführer des Verlags Mediaprint ab, zu dem Profil und Kurier gehören. Im Juni 2025 wurde er zum Präsidenten der Arbeitsgemeinschaft Media-Analyse gewählt.
Grasl ist verheiratet und hat aus dieser Ehe zwei Kinder.

## Auszeichnungen
- Florianiplakette in Silber des Österreichischen Bundesfeuerwehrverbandes